# 紅嬌鳳凰螺
紅嬌鳳凰螺（学名：Strombus luhuanus）为鳳凰螺科鳳凰螺屬下的一个种。
在日本的高知縣、和歌山縣、沖繩縣及鹿兒島縣的奄美群島等地常做為料理。為避免濫捕，於和歌山縣僅可在每年6月至8月捕撈。